# A89 road
Die A89 road (englisch für Straße A89) ist eine rund 57,6 km lange, durchgehend nicht als Primary route ausgewiesene Straße in Schottland, die im Zentrum von Glasgow beginnt und meist in einigem Abstand nördlich des M8 motorway in Richtung Edinburgh verläuft.

## Verlauf

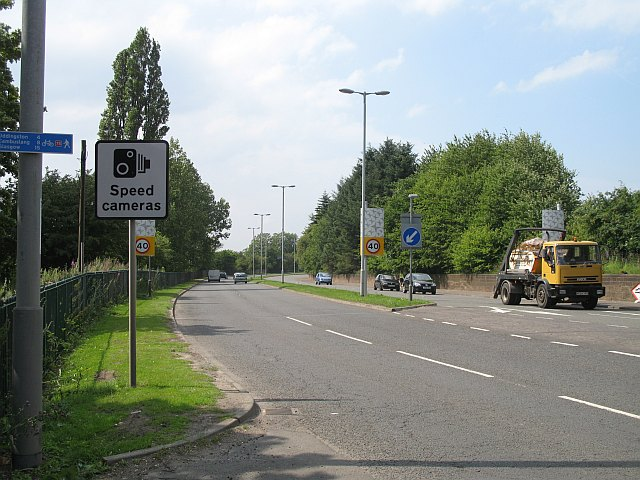
Die A 89 an der Ausfahrt aus Coatbridge (Aufnahme 2008)

Die Straße führt, an High Street in Glasgow beginnend, durch Gallowgate und weiter über Shettleston nach Ballieston, wo sie auf einer großen, mehrstöckigen Verzweigung (Ballieston Interchange) zunächst die A8 road mit einem Kreisverkehr und dann den M8 und den M73 motorway quert. Sie führt weiter über Coatbridge nach Airdrie, kreuzt die A73 road uns führt nach Bathgate sowie weiter in geringem Abstand zum M8 nach Newbridge, wo sie am Anschluss junction 1 des M9 motorway in die A8 übergeht, die in das Zentrum von Edinburgh führt.